# ドヤ街

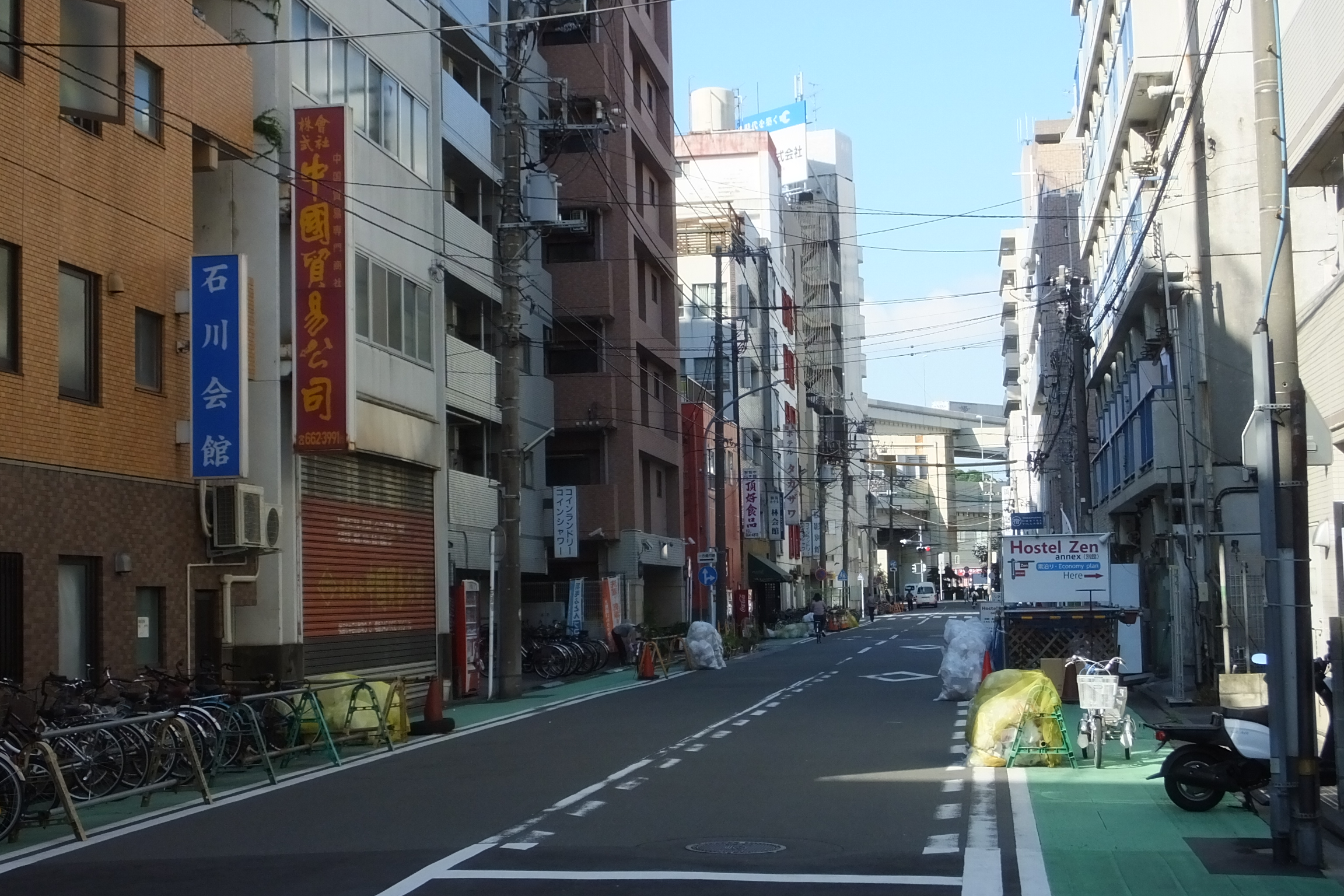
ドヤの語源になっている安宿が林立する横浜市中区松影町

ドヤ街（ドヤがい）は、日雇い労働者が多く住む街のこと。「ドヤ」とは「宿（ヤド）」の逆さことばであり、旅館業法に基づく簡易宿所が多く立ち並んでいることに起因する。

## 日本
東京都台東区の山谷、横浜市中区の寿町、大阪市西成区のあいりん地区が有名である。
戦後の高度成長期、日雇いの仕事を斡旋する人足寄せ場に日雇い労働者が多く集まり、彼らが寝泊りする簡易宿所が寄せ場の周辺に多く開設されることで、ドヤ街が形成された。いわゆるスラムとは異なり、その地域全体が日雇い労働者のドヤで占めているわけではなく、中産階級の一般的な住宅地も存在しているのが大きな特徴である。住民構成は肉体労働者の独身男性が多数を占めている点も、戦前の日本の貧民窟や発展途上国のスラムとの違いである。衛生状態の問題があり、仕事帰りの日雇い労働者を狙う強盗や喧嘩なども発生しているが、重犯罪の多発地域ではないことも海外のスラムとは異なる特徴である。

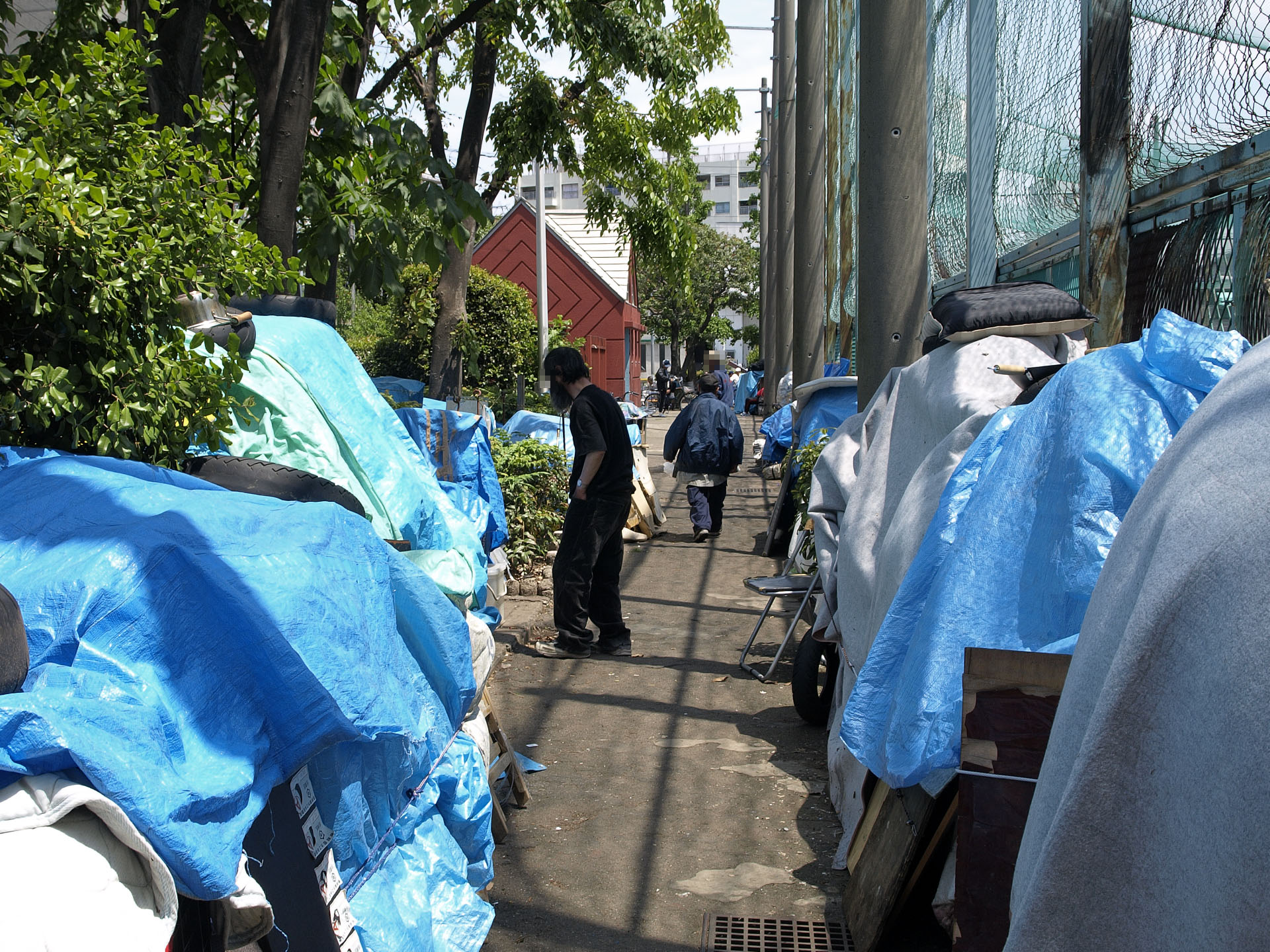
山谷（東京都台東区）の路上

2000年代以降は労働者の高齢化によりドヤ街は縮小しているが、観光地化や土地開発から免れていたため昭和の雰囲気が残っていることもあり、このような地区を散策する者に人気が高まっている。また、格安の宿や飲食店が多く治安も悪くないことから、あいりん地区などは海外からのバックパッカーにも人気があり、開発の余地が残っているため需要が高まっているホテルの建設が予定されるなど、労働者の街から転換しつつある。2022年に新今宮駅前に星野リゾート系列の高級ホテルであるOMO7大阪が誕生した。

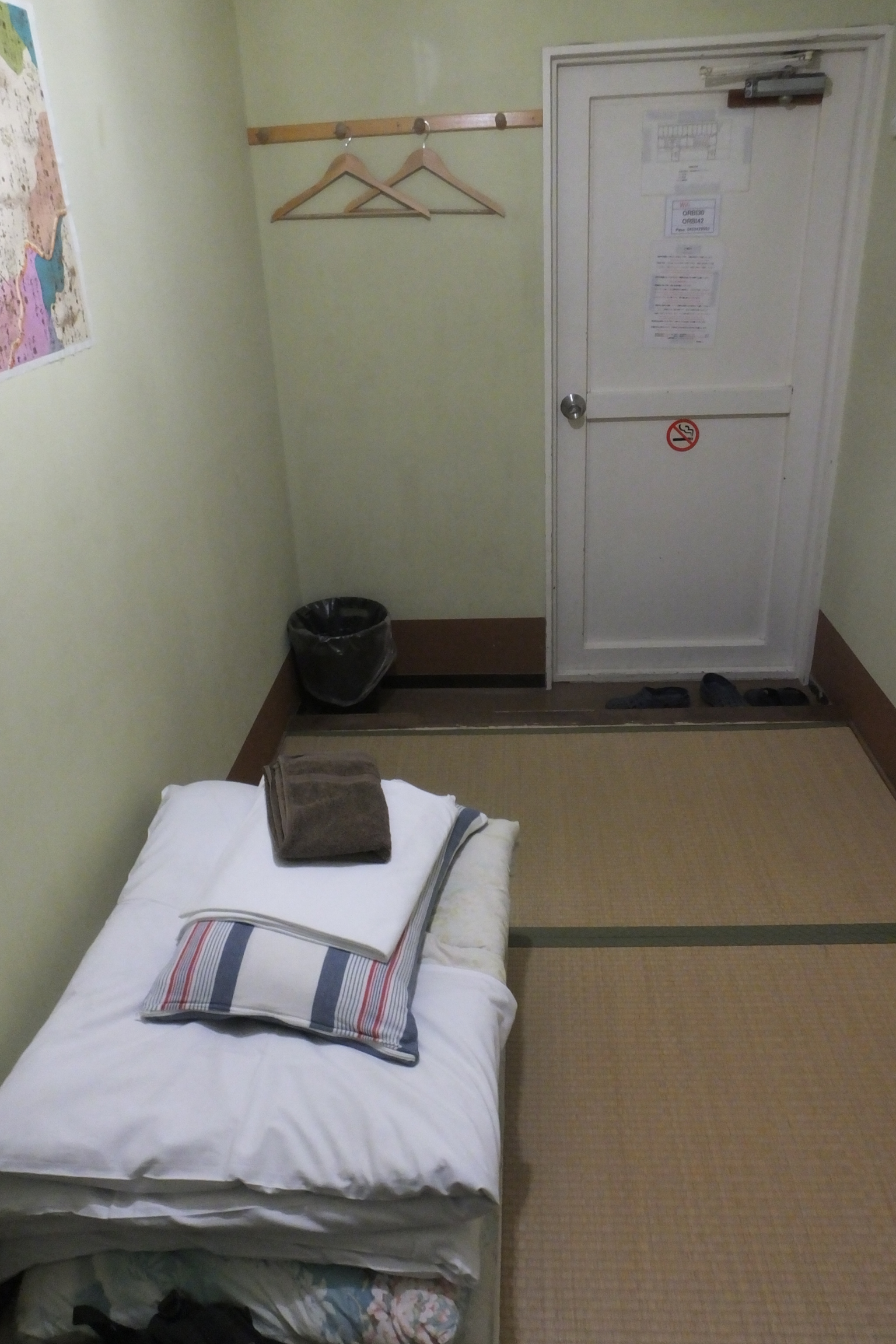
ドヤの部屋。最近では簡易にリノベーションを施し、外国人向けの安ホテルとしているところも多い。

ドヤ街では公的なサポートを受けられない者も多いため、救世軍などの慈善団体・市民団体による炊き出しや、凍死防止のための夜回りなどの支援が行われている。
一方で日雇い労働者の劣悪な生活環境から、これまでに暴動が幾度も発生している。現在、日本で起きた最後の暴動はあいりん地区で発生した第24次西成暴動（2008年6月）である。これに関連し「寄せ場解放」と称して新左翼活動家が入り込み、年末の越年闘争を通じて日雇い労働者のオルグ（勧誘活動）を図るなどしている。このため他の地域ではあまり目にすることがない新左翼のアジビラや立て看板が存在しているが、活動家の高齢化により左翼活動は消滅しつつある。

## 中国
中華人民共和国広東省深圳市にはDJI、サムスン電子、鴻海精密工業などのハイテク企業の製造工場が集積しており、竜華区にはこれらに労働者を紹介する職業紹介業者が集まる『三和人力市場』が形成され、周辺には地元の住民が無許可で営業する簡易宿泊所が多数存在する。特に竜華区景乐新村付近には中国のネット上で『三和大神』と呼ばれる民工が集まっている。

## アメリカ合衆国

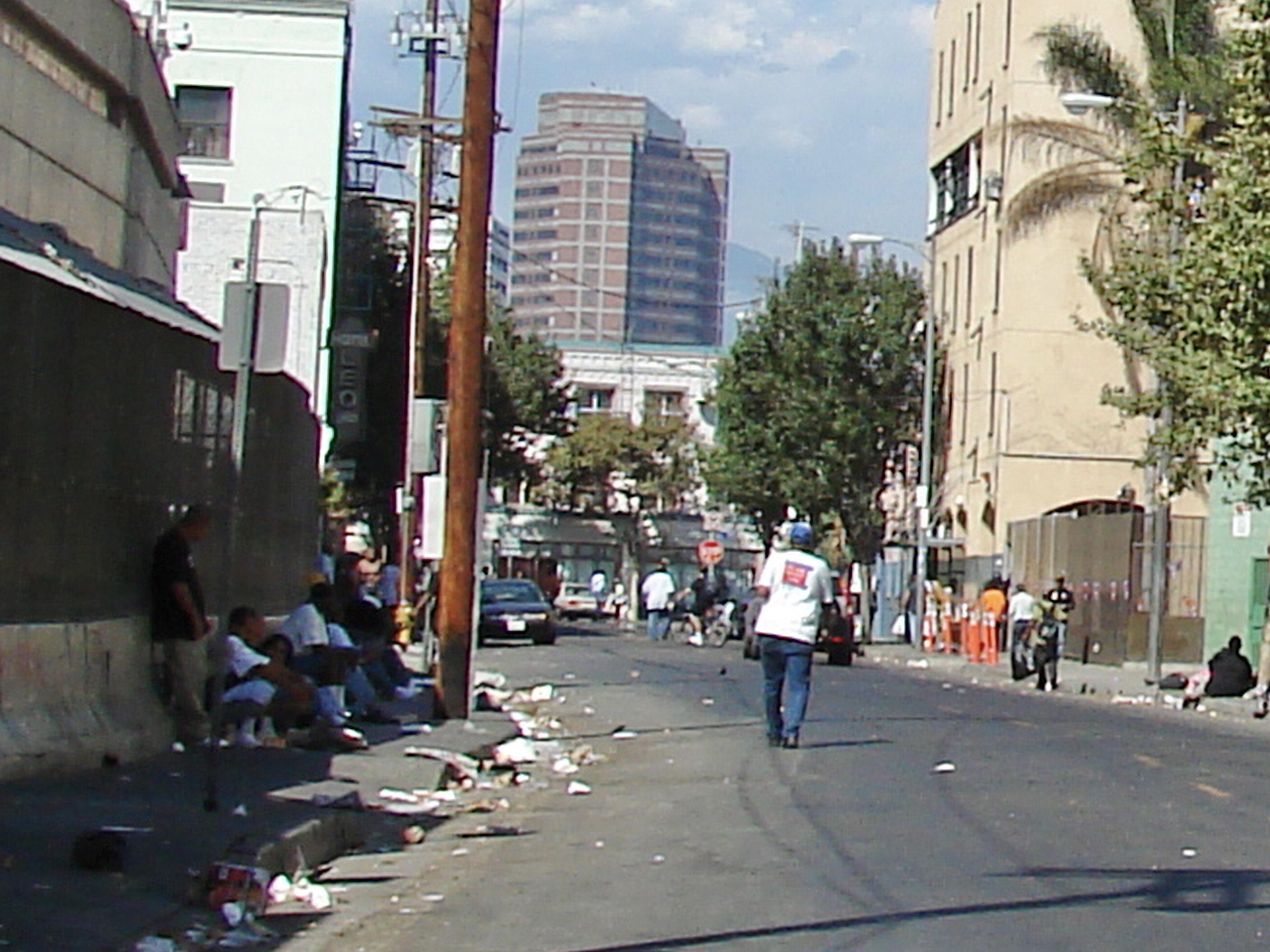
ロサンゼルス市ダウンタウンの中心部にあるスキッド・ロウ

アメリカではスキッド・ロウ（Skid Row）と呼ばれる。これは切り出した木材を滑らせて運搬するための枕木 (Skid) が敷き詰められた道をスキッド・ロード (Skid Road) と呼び、転じてそこで働く日雇いの肉体労働者やドヤ街そのものを指す言葉となった。次第に路上生活者や貧困層が多く、薬物中毒者やマフィアによる犯罪が多発する地区を指す言葉へと変化していった。
ロサンゼルス市ダウンタウンの中心部にあるセントラルシティ・イーストはスキッド・ロウの通称で呼ばれるが、職業紹介施設が集まっている訳ではなく単に治安が悪いために付けられた通称である。